# Talossa Királyság
A Talossa Királyság 1979-ben jött létre egy amerikai kamasz, Robert Ben Madison szobájában. 1981-re már több állampolgára is lett, köztük a fiú öt barátja, és néhány rokon. Idővel az ország történelme mellett egy huszonötezer szóból álló nyelvet is kidolgoztak. 1995-ben elindult a királyság honlapja is, így az internet segítségével széles körben elterjedt a mikronemzet híre. Talossáról cikkezett a The New York Times és a Wired magazin is.
2004-ben egy forradalom következtében az ország két részre szakadt, Talossa Királyságra és Talossa Köztársaságra. 2012-re rendeződtek a viszonyok és az ország újra egységes lett.

Talossa Köztársaság zászlaja

## Története
Talossa királyságot 1979 December 26.-án alapította Robert Ben Madison, nem sokkal anyja halála után.

## Államfők
- John Woolley (2007. március 14. – )
- Robert Ben Madison (1979. december 26. – 2005. augusztus 16.)
- King Louis I of Talossa (2005. augusztus 16. – 2006. november)

## Talossai nyelv
Írásrendszere latin betűs.
A Talossai nyelv betűi: a, ä, b, c, ç, d, ð, e, f, g, h, i, j, k, l, m, n, o, ö, p, q, r, s, ß, t, u, ü, v, w, x, z, þ